# Nh (dwuznak)
Nh – dwuznak występujący w alfabecie portugalskim i wietnamskim, w obydwu alfabetach oznacza spółgłoskę nosową podniebienną. Odpowiednikiem dla międzynarodowego alfabetu fonetycznego IPA jest fonetyczna litera ɲ. W języku portugalskim, nh występuje zamiast hiszpańskiej ñ, w odróżnieniu do swoich liter z tyldą ã i õ, które oznaczają samogłoskę nosową. We wietnamskim niezależnie od położenia, nh występuje jako spółgłoska z samogłoską a, e, i, o lub u, ale też jako spółgłoska bez samogłoski, czyli jako spółgłoska krótka.